# Nijmegen Pirates 2019
Questa voce raccoglie le informazioni riguardanti i Nijmegen Pirates nelle competizioni ufficiali della stagione 2019.

## Eerste Divisie 2019

### Stagione regolare
| Nimega 10 marzo 2019, ore 14:00 1ª giornata | Nijmegen Pirates | 20 – 0 referto | Amsterdam Crusaders II |  |

| Enschede 24 marzo 2019, ore 14:00 2ª giornata | Enschede Broncos | 18 – 23 referto | Nijmegen Pirates |  |

| Nimega 7 aprile 2019, ore 14:00 3ª giornata | Nijmegen Pirates | 0 – 16 referto | Eindhoven Predators |  |

| L'Aia 28 aprile 2019, ore 14:00 5ª giornata | Den Haag Raiders '99 | 20 – 0 (a tavolino) referto | Nijmegen Pirates |  |

| Nimega 12 maggio 2019, ore 14:00 7ª giornata | Nijmegen Pirates | 0 – 20 (a tavolino) referto | Amsterdam Panthers |  |

| Rotterdam 26 maggio 2019, ore 14:00 8ª giornata | 010 Trojans | 20 – 0 referto | Nijmegen Pirates |  |

| Nimega 9 giugno 2019, ore 14:00 10ª giornata | Nijmegen Pirates | 14 – 30 referto | Maastricht Wildcats |  |

## Statistiche di squadra
| Competizione            | %Vittorie | In casa | In casa | In casa | In casa | In casa | In casa | In trasferta | In trasferta | In trasferta | In trasferta | In trasferta | In trasferta | Totale | Totale | Totale | Totale | Totale | Totale |
| Competizione            | %Vittorie | G       | V       | N       | P       | Pf      | Ps      | G            | V            | N            | P            | Pf           | Ps           | G      | V      | N      | P      | Pf     | Ps     |
| ----------------------- | --------- | ------- | ------- | ------- | ------- | ------- | ------- | ------------ | ------------ | ------------ | ------------ | ------------ | ------------ | ------ | ------ | ------ | ------ | ------ | ------ |
| EeD - Stagione regolare | .286      | 4       | 1       | 0       | 3       | 34      | 66      | 3            | 1            | 0            | 2            | 23           | 58           | 7      | 2      | 0      | 5      | 57     | 124    |
| Totale                  | .286      | 4       | 1       | 0       | 3       | 34      | 66      | 3            | 1            | 0            | 2            | 23           | 58           | 7      | 2      | 0      | 5      | 57     | 124    |